# Aeroporto Internacional de Rio Branco
O Aeroporto Internacional de Rio Branco – Plácido de Castro  (IATA: RBR, ICAO: SBRB) é um aeroporto internacional no município de Rio Branco e o principal do estado do Acre. Está localizado na zona rural do município de Rio Branco, às margens da rodovia BR-364, e a uma distância de 25 km do centro da cidade. Foi construído no final da década de 1990, porque a área do antigo aeroporto foi reempossada pela justiça a seu verdadeiro dono. O aeroporto de Rio Branco atende à aviação doméstica, internacional, geral e militar, com operação de companhias aéreas regulares e táxis aéreos. O terminal está preparado para receber 2,4 milhões de passageiros por ano e realiza cerca de 6 operações diárias.

## História
O aeroporto já se encontrava obsoleto quando a justiça decidiu que a área deveria voltar para seu dono, um particular. As obras do novo aeroporto tiveram de ser rapidamente começadas e sua inauguração foi em 22 de novembro de 1999. A BR-364 então foi duplicada para facilitar o seu acesso que até hoje é complicado pela distância enorme do centro da cidade.
Em maio de 2010, foi dado início as obras de recuperação do sistema de pátio e pistas do Aeroporto Internacional de Rio Branco, necessários devido a problemas no terreno no qual a pista de pouso e decolagens foi construída, que sofre com solo expansivo comprometendo sua integridade. Com pouco mais de 10 anos de operação, a vida útil da pista foi reduzida em mais da metade do qual foi prevista. Uma grande reforma iniciou-se em 2014, buscando ampliar a capacidade de atendimento do aeroporto, que aumentou de 1,3 milhões para 2,4 milhões de passageiros por ano, além da reforma da pista de pouso e decolagem. Em 2018, o aeroporto foi novamente entregue à população de Rio Branco e região.
No dia 29 de Abril de 2024 a Azul anuncia que em 04 de Outubro iniciará vôos para o Aeroporto Internacional de Confins, em MG, sendo esta a única ligação com as regiões Sul e Sudeste do Brasil, e onde os passageiros da capital acreana poderão fazer conexões para mais de 50 destinos ofertados pela Azul, além de opções de vôos para Portugal, Chile, E.U.A e mais. 

## Aeroporto
Já foi o 7º aeroporto mais movimentado da região Norte, e o 38º aeroporto mais movimentado do Brasil.

### Movimento Anual
| Ano       | Movimento (passageiros) | %        |
| --------- | ----------------------- | -------- |
| 2003      | 130 805                 | ---      |
| 2004      | 158 096                 | + 20,8%  |
| 2005      | 206 637                 | + 30,7%  |
| 2006      | 270 665                 | + 30,9%  |
| 2007      | 313 987                 | + 16%    |
| 2008      | 302 551                 | - 3,6%   |
| 2009      | 323 114                 | + 2,4%   |
| 2010      | 355.916                 | + 9,38%  |
| 2011      | 393 811                 | + 10,64% |
| 2012      | 384 877                 | - 2,26%  |
| 2013      | 378 411                 | - 1,55%  |
| NOV. 2014 | 355 565                 | + 3,63%  |
| 2022      | 393 000                 | -        |

### Movimento Mensal de 2016
| Mês       | Aeronaves Domésticas | Aeronaves Internacionais | Total de Aeronaves | Passageiros Domésticos | Passageiros Internacionais | Total de Passageiros |
| --------- | -------------------- | ------------------------ | ------------------ | ---------------------- | -------------------------- | -------------------- |
| Janeiro   | 1 217                | 0                        | 1 217              | 32 970                 | 0                          | 32 970               |
| Fevereiro | 1 165                | 4                        | 1 169              | 29 556                 | 0                          | 29 556               |
| Março     | 1 530                | 0                        | 1 530              | 28 083                 | 0                          | 28 083               |
| Abril     | 1 530                | 4                        | 1 534              | 28 993                 | 129                        | 29 122               |
| Maio      | 1 463                | 1                        | 1 464              | 28 376                 | 0                          | 28 376               |
| Junho     | 1 115                | 0                        | 1 115              | 26 947                 | 0                          | 26 947               |
| Julho     | 1 146                | 4                        | 1 150              | 27 753                 | 0                          | 27 753               |
| Agosto    | 1 155                | 4                        | 1 155              | 28 617                 | 0                          | 28 617               |
| TOTAL     | 10 361               | 13                       | 10 374             | 231 295                | 129                        | 231 424              |